# Jan Stanko

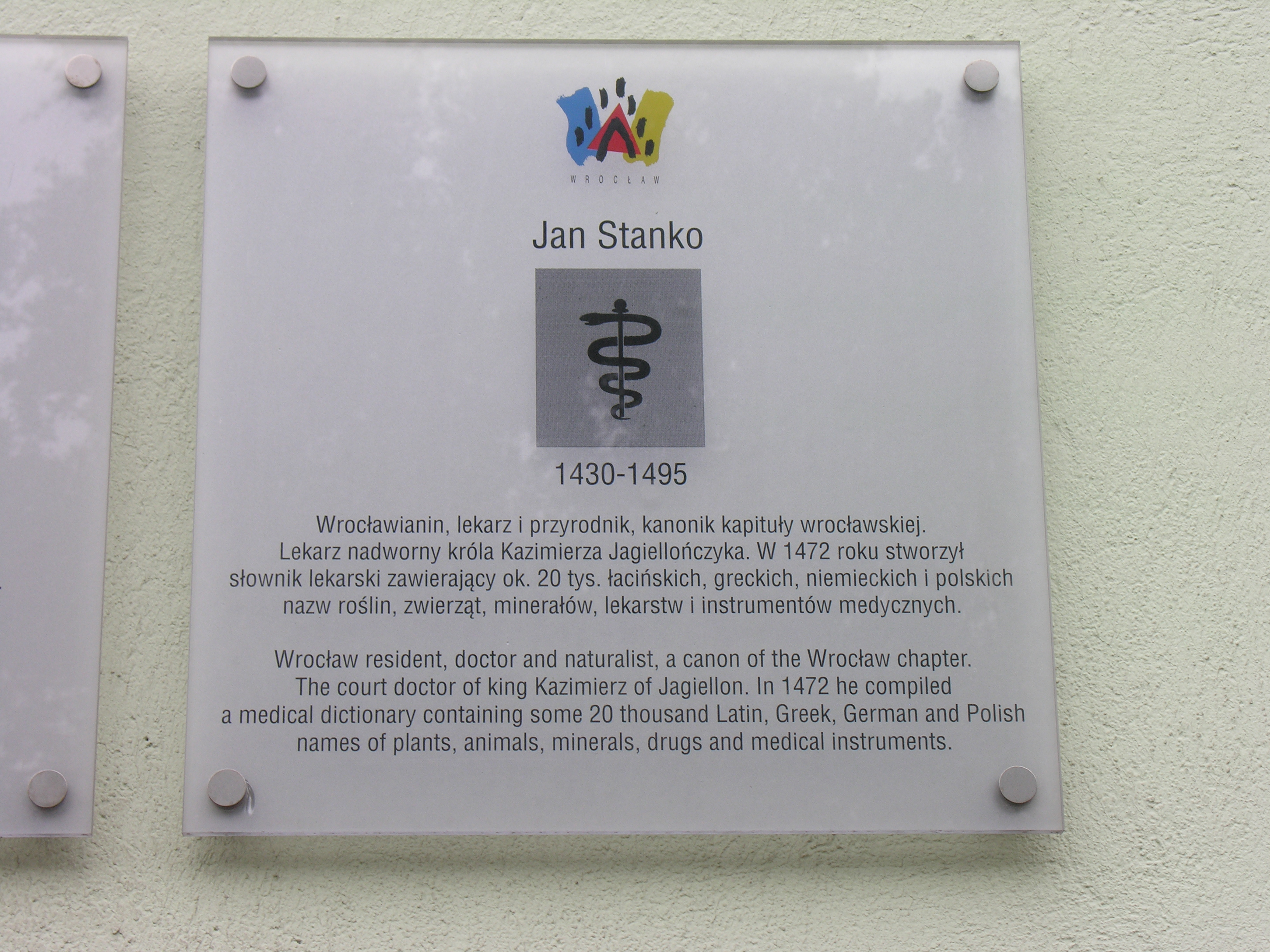
Tablica pamiątkowa we Wrocławiu

Jan Stanko, znany również jako Johannes Stanconis (ur. 1430 we Wrocławiu, zm. przed 9 października 1493 w Krakowie) – średniowieczny przyrodnik, przyrodoznawca i lekarz.

## Życiorys
Pochodził z rodziny mieszczańskiej. W roku 1462 uzyskał we Włoszech, gdzie posiadł ogromną na owe czasy wiedzę przyrodniczą, stopień doktora sztuki medycznej. Po powrocie na Śląsk (przed 23 kwietnia 1462), piastował godność wrocławskiego kanonika katedralnego, następnie był proboszczem Kolegiaty św. Krzyża we Wrocławiu, wreszcie został dziekanem kapituły w Głogowie, gdzie zgromadził wielki księgozbiór oraz rozpoczął badania naukowe. Po pewnym czasie opuścił Śląsk aby na terenie Królestwa Polskiego objąć funkcję kanonika w Wieluniu i kantora w Sandomierzu. Związał się z dworem arcybiskupa gnieźnieńskiego Jana Sprowskiego, co pozwoliło mu obracać się wśród najwybitniejszych umysłów tej doby jak np. pisarz polityczny Jan Ostroróg oraz historyk i kronikarz Jan Długosz, którego został serdecznym przyjacielem. Przed rokiem 1466 dostał się na dwór królewski. Podczas pobytu w Polsce zaangażował się w sprawy polityczne - brał udział w rokowaniach z Krzyżakami w Toruniu w roku 1466, gdzie doradzał w trakcie negocjacji Janowi Odrowążowi i Janowi Długoszowi. Od roku 1466 występował jako kanonik kapituły wrocławskiej. W Krakowie osiedlił się w roku 1469. Został członkiem krakowskiej kapituły katedralnej, a od roku 1470 piastował godność lekarza kapituły krakowskiej oraz członka fakultetu lekarskiego Akademii Krakowskiej (medycynę wykładał tam przez ćwierćwiecze, aż do końca życia). Jego biegłość w sztuce medycznej sprawiła, że król Kazimierz IV Jagiellończyk mianował go swym lekarzem nadwornym (przybocznym) i opiekunem swoich synów.
Data śmierci Jana Stanki nie jest znana. Według jednych autorów zmarł on przed 9 października 1493 roku, według innych – przed 29 kwietnia 1494 roku. Ogromny, zgromadzony przez długie lata księgozbiór, liczący 46 woluminów zawierających kodeksy z różnych dziedzin, zapisał uczony bibliotece krakowskiej kapituły katedralnej. Wykonawca testamentu, kardynał Fryderyk Jagiellończyk, oddał prawo dysponowania księgozbiorem kapitule wrocławskiej, a ta zezwoliła na pozostawienie w Krakowie jedynie dzieł teologicznych i prawniczych, które zgromadził w swym księgozbiorze Stanko.

## Osiągnięcia i dzieła
Uczony charakteryzował się niezwykłym bogactwem i wszechstronnością zainteresowań. Interesował się teologią, prawem, medycyną i dziedzinami humanistycznymi, mineralogią i przyrodoznawstwem. Najwybitniejszym dziełem Jana Stanki jest wydany w 1472 roku „Antibolomenon” lub „Antidotarium”. Księga ta jest jednocześnie kompendium sztuki medycznej, praktyk leczniczych i aptekarskich oraz ogromną encyklopedią minerałów, roślin. Zawiera dawne nazwy chorób, części ciała, napojów i pokarmów używanych w lecznictwie. Jest swoistym przewodnikiem po ówczesnej technice medycznej - zawiera opisy sprzętów i przyborów medycznych. Znaczenie „Antidotarium” polega jednak na zawartych w nim treściach botanicznych i przyrodniczych. Autor zawarł w nim 20 000 synonimów łacińskich, niemieckich, greckich i arabskich, wśród których znalazło się też ok. 2000 synonimów polskich. Wśród wszystkich tych pojęć Jan Stanko wymienia ogromną na owe czasy liczbę 90 gatunków roślin zagranicznych i 433 gatunki krajowe (z których zidentyfikować udało się 347). Opisuje ponadto 219 prawie wyłącznie krajowych gatunków zwierząt, w tym 88 gatunków ptaków. W słowniku po raz pierwszy znalazły się takie używane do dziś pojęcia mineralogiczne jak kruszec, ruda, ropa, krzemień i opoka. „Antidotarium” pozwala uznać Jana Stankę za prekursora polskiej terminologii przyrodniczej - w jego słowniku przyrodniczo-lekarskim obok nazw łacińskich, po raz pierwszy widniały odpowiednie nazwy polskie. Świadczy to o jego przywiązaniu i zżyciu z kulturą polską. Był też Stanko prawdopodobnie niezwykle biegłym medykiem - zdołał wyleczyć Jana Długosza z ciężkiej kamicy moczowej i choroby oczu.
"Antibolomenon" nie został jeszcze w pełni opracowany, ani wydany. Rękopis nie był dotąd przedmiotem studiów i nie był nigdy wydanyw całości w edycji krytycznej. Po raz pierwszy został zidentyfikowany i opisany przez Ignacego Polkowskiego w katalogu księgozbioru kate-dry wawelskiej z roku 1884. Nieco później, bo w roku 1900, Józef Rostafiński opublikował  Symbola ad historiam naturalem medii aevi, gdzie zawarł przegląd najważniejszych tekstów przyrodniczych z przełomu XV i XVI stulecia, w tym fragmenty z "Antobolomenon" zawierające ok. 1/20 całego materiału leksykalnego.
- Antibolomenum (Antidotarium, Antibolarium) Benedicti Parthi, powst. 1472, wyd. J. Rostafiński Symbola ad historiam naturalem medii aevi, Kraków 1900; rękopis: Biblioteka Kapitulna Krakowa nr 225.

## Znaczenie
Jan Stanko jako autor najobszerniejszego i najdoskonalszego w średniowiecznej Europie, wielkiego katalogu flory i fauny, wniósł ogromny wkład w dziedzinę nauk przyrodniczych. Józef Rostafiński, który odkrył rangę średniowiecznego uczonego i jego znaczenie w rozwoju myśli przyrodniczej uznał, że jest Stanko najwybitniejszym przyrodnikiem europejskim pomiędzy Albertem Wielkim a Konradem Gesnerem. „Antidotarium” nie zostało nigdy wydrukowane, pozostało w rękopisie. W ten sposób daje się wytłumaczyć fakt, że oddziaływanie ogromnego dzieła profesora na dalszy rozwój nauk przyrodniczych miało niewielki zasięg. Część botaniczną dzieła, z rękopisu należącego do archiwum kapitulnego na Wawelu, opracował J. Rostafiński i wydał w 1900 roku.